# مالی میچ
مالی میچ (انگلیسی: Molly Meech؛ زادهٔ ۳۱ مارس ۱۹۹۳) قایقران قایق بادبانی اهل نیوزیلند است.